# سوسو تامارائو
سوسو تامارائو (به انگلیسی: Soso Tamarau) کشتی گیر کشور نیجریه است. 